# 사우스뱅크 파크랜드

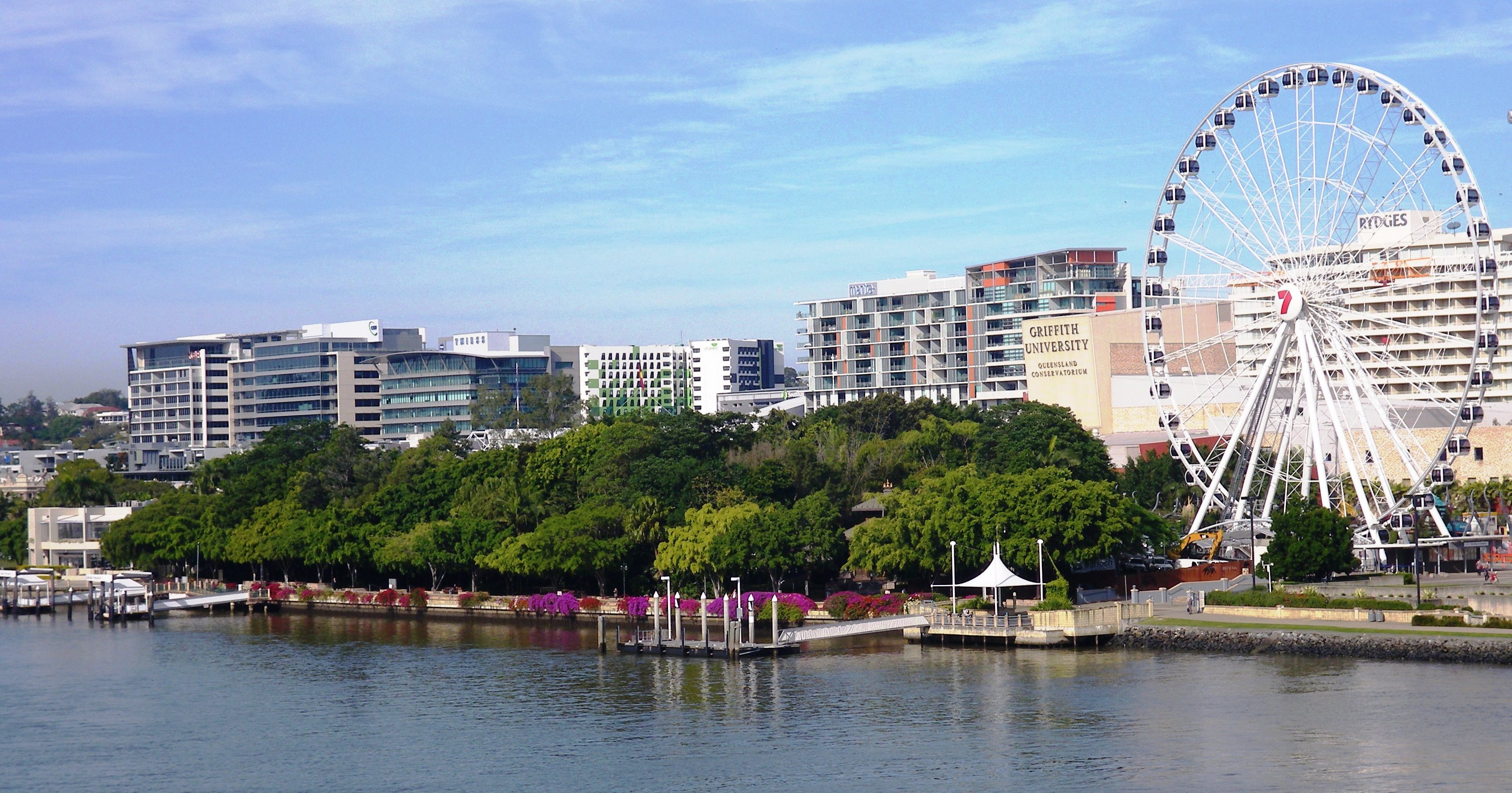

사우스뱅크 파크랜드(South Bank Parklands)는 오스트레일리아 퀸즐랜드주 브리즈번 사우스뱅크의 공원이다.
조경이 매우 아름다운 곳으로 열대우림 보호구역, 해변과 수영을 즐길 수 있는 호수, 산책로, 자전거 전용도로, 야생동물 보호구역, 나비 서식지, 식당, 피크닉 지역 등이 있다. 또한 인근에는 퀀스랜드 미술관, 3개의 극장으로 이루어진 행위예술 단지, 주립도서관과 박물관, 퀸스랜드 문화센터가 있어 브리스번의 다양한 문화생활을 접할 수 있다. 1988년에 브리즈번 엑스포가 열렸던 장소이기도 한데, 지금은 가족단위의 유원지이다.